# Ráksa község
Ráksa község (románul: Comuna Racșa) község Szatmár megyében, Romániában. Központja Ráksa, hozzá tartozik Ráksahegy.

## Népessége
A 2011-es népszámlálás adatai alapján a község népessége 3052 fő volt.

## Története
2010-ben vált ki Avasújvárosból és alakult önálló községgé.